# 勞倫·威廉斯 (數學家)
勞倫·清美·威廉斯（英語：Lauren Kiyomi Williams，約1978年－）是一名美國數學家，因其在簇代數、熱帶幾何、代數組合學、振幅多面體和格拉斯曼流形方面的研究工作而知名。她是哈佛大學德懷特·帕克·羅賓遜數學教授。

## 教育
威廉斯的父親是一名工程師，母親是第三代日裔美國人。她在洛杉磯長大，在那裡，她對數學的興趣是通過贏得四年級的數學競賽而激發的。她是1996年帕洛斯維第斯半島高中的畢業生代表，並參加了麻省理工學院的暑期研究。她於2000年以優異的成績畢業於哈佛大學，獲得數學學士學位，並於2005年在麻省理工學院獲得博士學位，導師是理查德·P·史丹利。她的論文題目是《完全積極性的組合方面》。

## 研究工作
在加利福尼亞大學柏克萊分校和哈佛大學擔任博士後之後，威廉斯於2009年回到加利福尼亞大學柏克萊分校數學系擔任助理教授，並在2013年晉升為副教授，2016年成為正教授。
2018年秋季，她回到哈佛大學數學系成為全職教授，使她成為哈佛大學有史以來第二位終身職的女性數學教授。首位終身職女性數學教授蘇菲·莫瑞爾於2012年離開哈佛大學。
2018年，威廉斯與同事O·曼德爾什塔姆（O. Mandelshtam）和西爾維·科蒂爾一起利用組合排除過程開發對稱和非對稱麥克唐納多項式的新特性。

## 榮譽
2012年，威廉斯成為美國數學學會的首屆會士之一。她是2016年數學女性學會和微軟研究院代數和數論獎的得主。2022年，她獲得古根海姆獎。

## 出版書籍
- Williams, Lauren K., , Advances in Mathematics, 2005, 190 (2): 319–342, MR 2102660, S2CID 15538736, arXiv:math/0307271 , doi:10.1016/j.aim.2004.01.003
- Postnikov, Alex; Reiner, Victor; Williams, Lauren,  (PDF), Documenta Mathematica, 2008, 13: 207–273  [2023-03-24], Bibcode:2006math......9184P, MR 2520477, arXiv:math/0609184 , （原始内容存档 (PDF)于2023-05-18）
- Musiker, Gregg; Schiffler, Ralf; Williams, Lauren, , Advances in Mathematics, 2011, 227 (6): 2241–2308, MR 2807089, S2CID 13559804, arXiv:0906.0748 , doi:10.1016/j.aim.2011.04.018
- Kodama, Yuji; Williams, Lauren K., , Proceedings of the National Academy of Sciences of the United States of America, 2011, 108 (22): 8984–8989, Bibcode:2011PNAS..108.8984K, MR 2813307, PMC 3107278 , PMID 21562211, arXiv:1105.4170 , doi:10.1073/pnas.1102627108
- Kodama, Yuji; Williams, Lauren K., , Inventiones Mathematicae, 2014, 198 (3): 637–699, Bibcode:2014InMat.198..637K, MR 3279534, S2CID 51759294, doi:10.1007/s00222-014-0506-3
- Ardila, Federico; Rincón, Felipe; Williams, Lauren, , Transactions of the American Mathematical Society, 2016, 368 (1): 337–363, MR 3413866, S2CID 17008394, arXiv:1308.2698 , doi:10.1090/tran/6331
- Corteel, Sylvie; Mandelshtam, Olya; Williams, Lauren, , American Journal of Mathematics, 2022, 144 (2): 395–436, MR 4401508, arXiv:1811.01024 , doi:10.1353/ajm.2022.0007

## 外部連結
- 勞倫·威廉斯 （页面存档备份，存于）在加利福尼亞大學柏克萊分校的官方網站
- 由Google学术搜索索引的勞倫·威廉斯出版物